# Lubusz
Lubusz (niem. Lebus) – miasto w Niemczech, w Brandenburgii, nad Odrą, w powiecie Märkisch-Oderland, siedziba związku gmin Amt Lebus; historyczna stolica ziemi lubuskiej.

## Nazwa
Miejscowość wspomniana jest przypuszczalnie po raz pierwszy jako Liubusua w kronice Thietmari merseburgiensis episcopi chronicon spisanej w latach 1012–1018 przez biskupa merseburskiego oraz kronikarza Thietmara.
Wzmianki o miejscowości („Bartholomeo scolastico Lubucensi”) pojawiły się w łacińskich dokumentach z 1247 roku książąt wielkopolskich Bolesława Pobożnego i Przemysła I. Zlatynizowana obecna forma Lubus użyta została natomiast w dokumencie z 1248 roku sygnowanym przez Bolesława II Rogatkę oraz Henryka III Białego.
Nazwa miejscowości zmieniała się w historii. W spisanym ok. 1300 roku średniowiecznym łacińskim utworze opisującym żywot świętej Jadwigi Vita Sanctae Hedwigis miasto wymieniane jest w zlatynizowanej formie Lubens, Lubes oraz Lebusa

## Historia

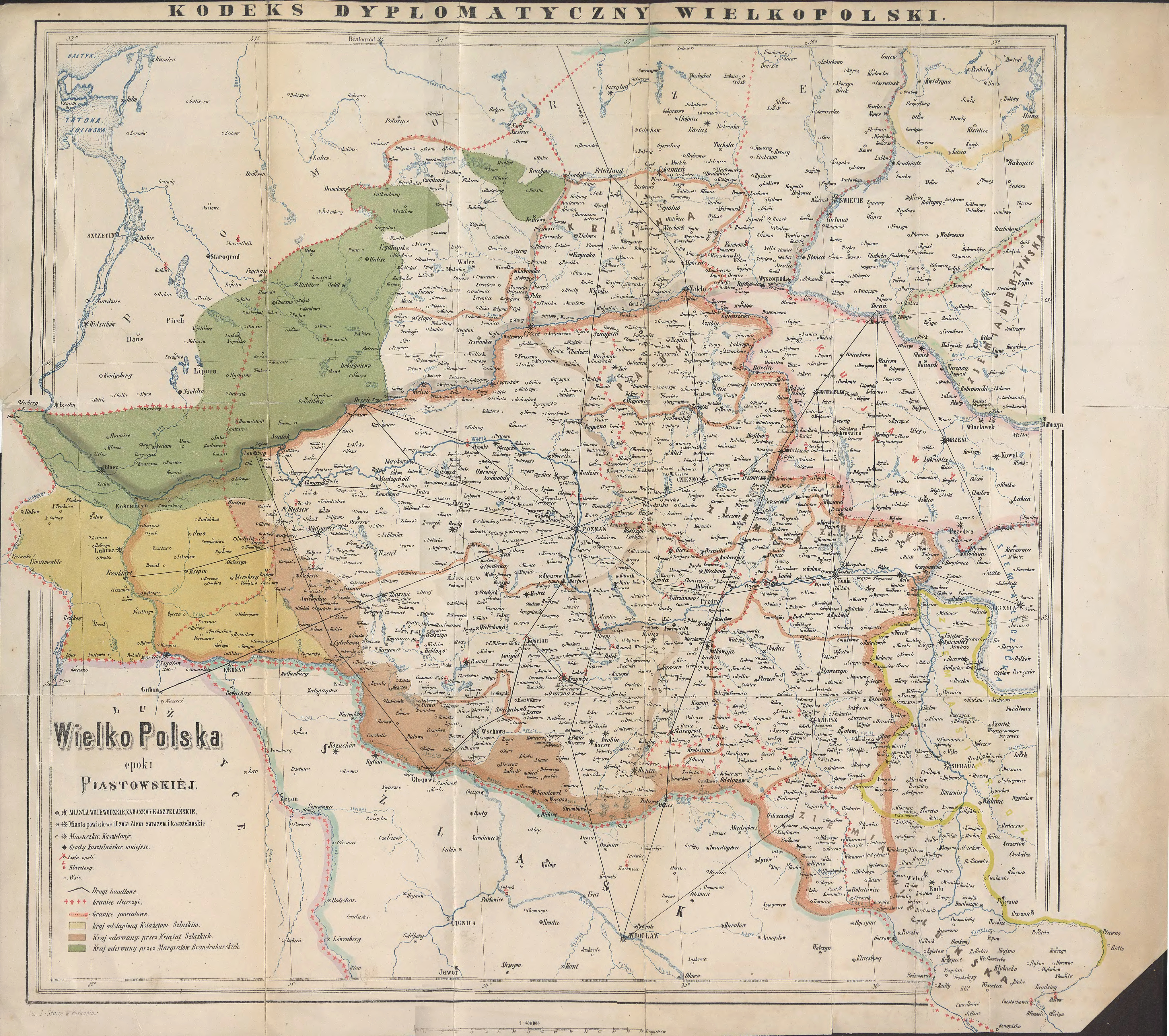
Lubusz na mapie Wielkopolski epoki piastowskiej z Kodeksu dyplomatycznego Wielkopolski

Gród w Lubuszu powstał na lewym brzegu Odry prawdopodobnie w X wieku jako ośrodek plemienia Lubuszan. Do Polski został przyłączony zapewne na samym początku panowania Mieszka I. W swojej historii pełnił bardzo ważną rolę – przyjęcia pierwszego uderzenia na wypadek wojny niemiecko-polskiej. Z tego też powodu w XIII-wiecznych kronikach nazwano Lubusz kluczem do Królestwa Polskiego.
W 1124 (w czasach Bolesława III Krzywoustego) legat papieski Idzi z Tuskulum wpłynął na powstanie tutaj diecezji lubuskiej, której zadaniem miała być chrystianizacja pogranicznych terenów słowiańskich. Z powodu jednak szybkich postępów niemieckich pomysłu tego nie udało się zrealizować. Pomimo tego struktura diecezjalna przetrwała. Na skutek rozbicia dzielnicowego Polski w 1138 Lubusz został częścią księstwa śląskiego. Na pocz. XIII w. wraz z ziemią lubuską przeszedł do dzielnicy wielkopolskiej. W 1209 był miejscem przegranej bitwy obronnej przeciw Marchii Łużyckiej, jednakże niedługo później książę Henryk I Brodaty zdołał odzyskać gród, po czym, po paru latach przynależności do dzielnicy śląskiej, ponownie przekazał go Wielkopolsce. W 1226 książę Henryk I Brodaty nadał Lubuszowi prawa miejskie. W 1239 pod Lubuszem miała miejsce bitwa, w której Polacy pod wodzą Henryka II Pobożnego zadali ciężkie straty siłom Marchii Brandenburskiej, chcącej zająć ziemię lubuską. Na przełomie 1241 i 1242 Lubusz był stolicą udzielnego księstwa lubuskiego pod rządami syna Henryka Pobożnego, Mieszka. Od 1242 do 1248 w granicach księstwa wrocławskiego. W latach 1249–1252, na skutek sprzedaży przez księcia legnicko-głogowskiego Bolesława Rogatkę, ziemia lubuska przeszła w ręce najpierw arcybiskupów magdeburskich, w końcu margrabiów brandenburskich. W 1276 roku biskup Wilhelm I z Nysy przeniósł siedzibę diecezji lubuskiej z Lubusza do Górzycy. Pod koniec XIII wieku znaczenie Lubusza zmalało, a centra dzielnicy zaczęły przenosić się do innych miejscowości: Kostrzyna nad Odrą, Frankfurtu nad Odrą i Fürstenwalde.

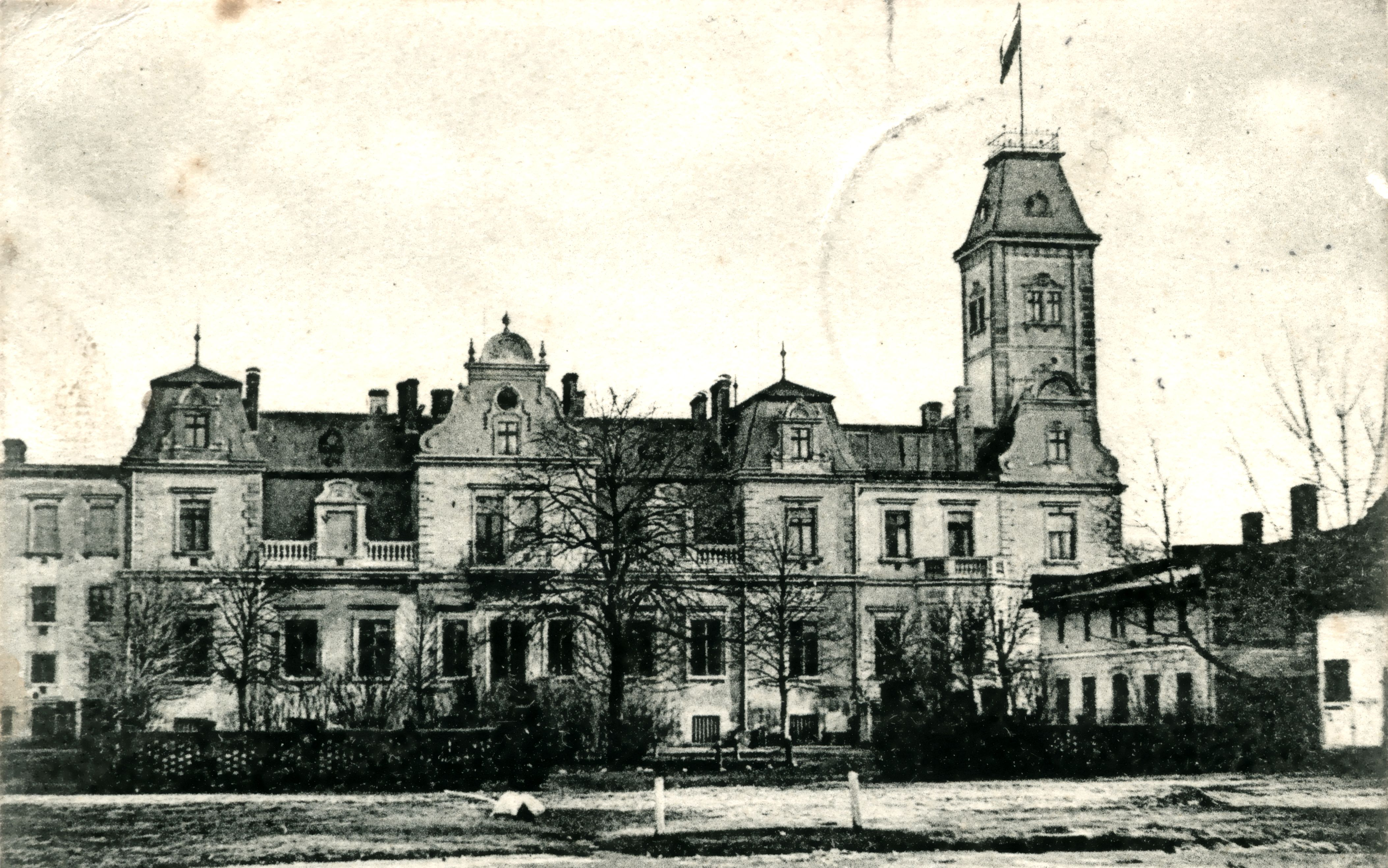
Pałac w Wulkowie w 1904

W latach 1373–1415 wraz z Marchią Brandenburską Lubusz był we władaniu Czech. Mimo utraty obszaru przez Polskę jeszcze do 1424 diecezja lubuska podlegała metropolii gnieźnieńskiej. Na początku XV w. Lubusz przynależał administracyjnie do dekanatu rokowskiego diecezji lubuskiej, podobnie jak ówczesne wsie, a obecnie dzielnice miasta, Schönfließ i Mallnow. W latach 1589 i 1631 miały miejsce pożary zamku. Pozostałości zamku rozebrano w 1765. W 1701 roku miasto znalazło się w granicach Królestwa Prus, które w 1871 zostało częścią zjednoczonych Niemiec.
Większość ziemi lubuskiej po 696 latach powróciło w granice Polski w 1945 roku, ale około 20% krainy historycznej pozostało w Niemczech. Po polskiej stronie po 1945 r. znalazł się Nowy Lubusz, leżący na prawym brzegu Odry.
W latach 1949–1990 Lubusz leżał w granicach NRD. Od 1990 w granicach Republiki Federalnej Niemiec. W 1998 roku do miasta została przyłączona wieś Schönfließ, a w 2001 roku wsie Wulkow i Mallnow.

## Demografia
| Rok  | Populacja |
| ---- | --------- |
| 1875 | 3384      |
| 1890 | 3407      |
| 1910 | 2601      |
| 1925 | 3510      |
| 1933 | 3398      |
| 1939 | 3249      |
| 1946 | 2452      |
| 1950 | 2862      |
| 1964 | 2751      |
| 1971 | 2740      |

| Rok  | Populacja |
| ---- | --------- |
| 1981 | 2425      |
| 1985 | 2390      |
| 1989 | 2426      |
| 1990 | 2425      |
| 1991 | 2373      |
| 1992 | 2359      |
| 1993 | 2361      |
| 1994 | 2525      |
| 1995 | 2702      |
| 1996 | 2824      |

| Rok  | Populacja |
| ---- | --------- |
| 1997 | 3001      |
| 1998 | 3133      |
| 1999 | 3208      |
| 2000 | 3301      |
| 2001 | 3362      |
| 2002 | 3400      |
| 2003 | 3424      |
| 2004 | 3395      |
| 2005 | 3370      |
| 2006 | 3346      |

| Rok  | Populacja |
| ---- | --------- |
| 2007 | 3306      |
| 2008 | 3270      |
| 2009 | 3243      |
| 2010 | 3192      |
| 2011 | 3205      |
| 2012 | 3197      |
| 2013 | 3144      |
| 2014 | 3148      |
| 2015 | 3146      |

## Zabytki
Zabytki Lubusza:
- Kościół św. Maryi (luterański) z XIX wieku
- Budynek szkolny przy ulicy Szkolnej – współcześnie siedziba muzeum Dom Ziemi Lubuskiej (niem. Haus Lebuser Land[16])
- Dom parafialny przy ulicy Szkolnej
- Dom Kultury
- Most

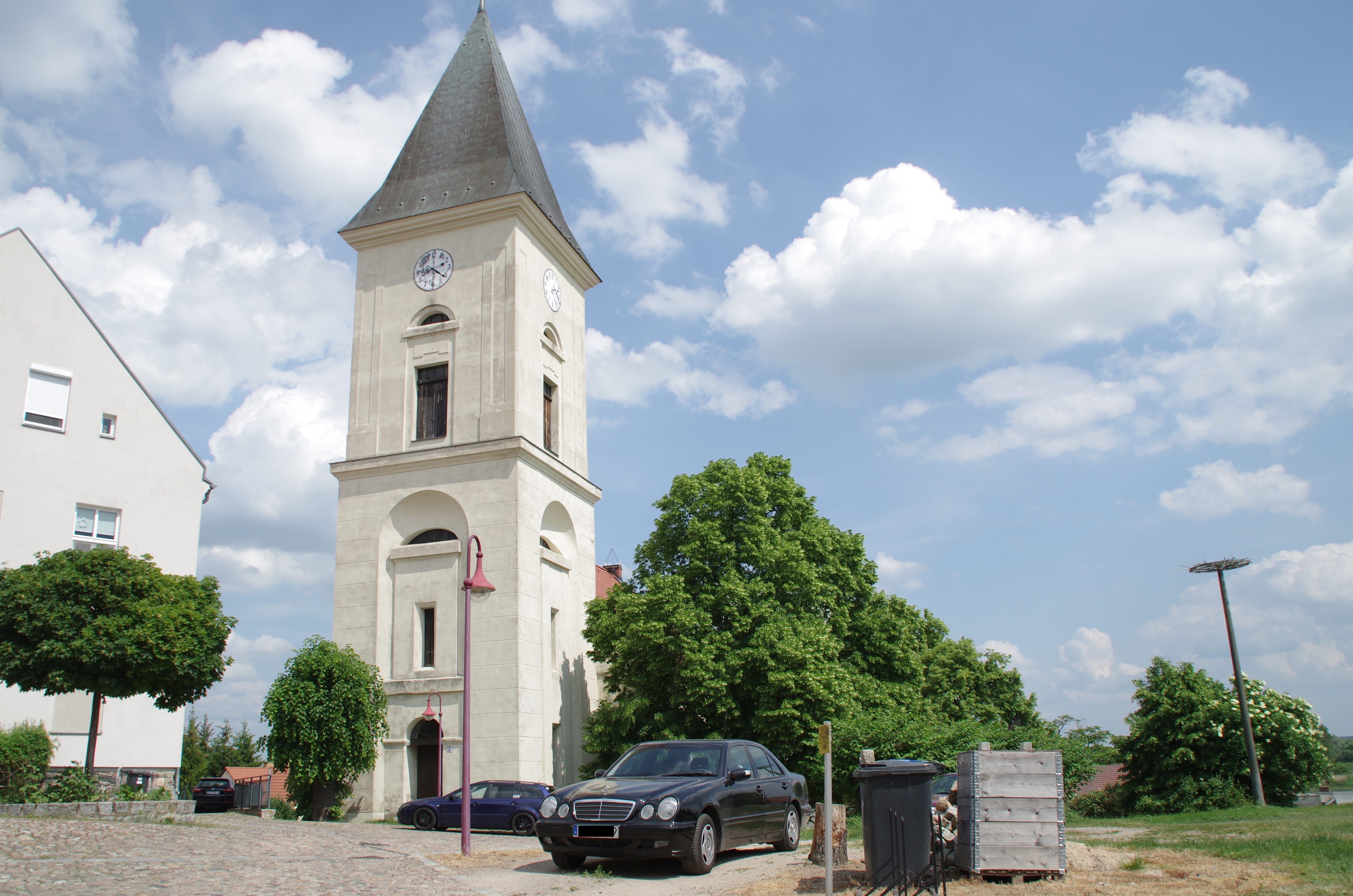
Kościół św. Maryi
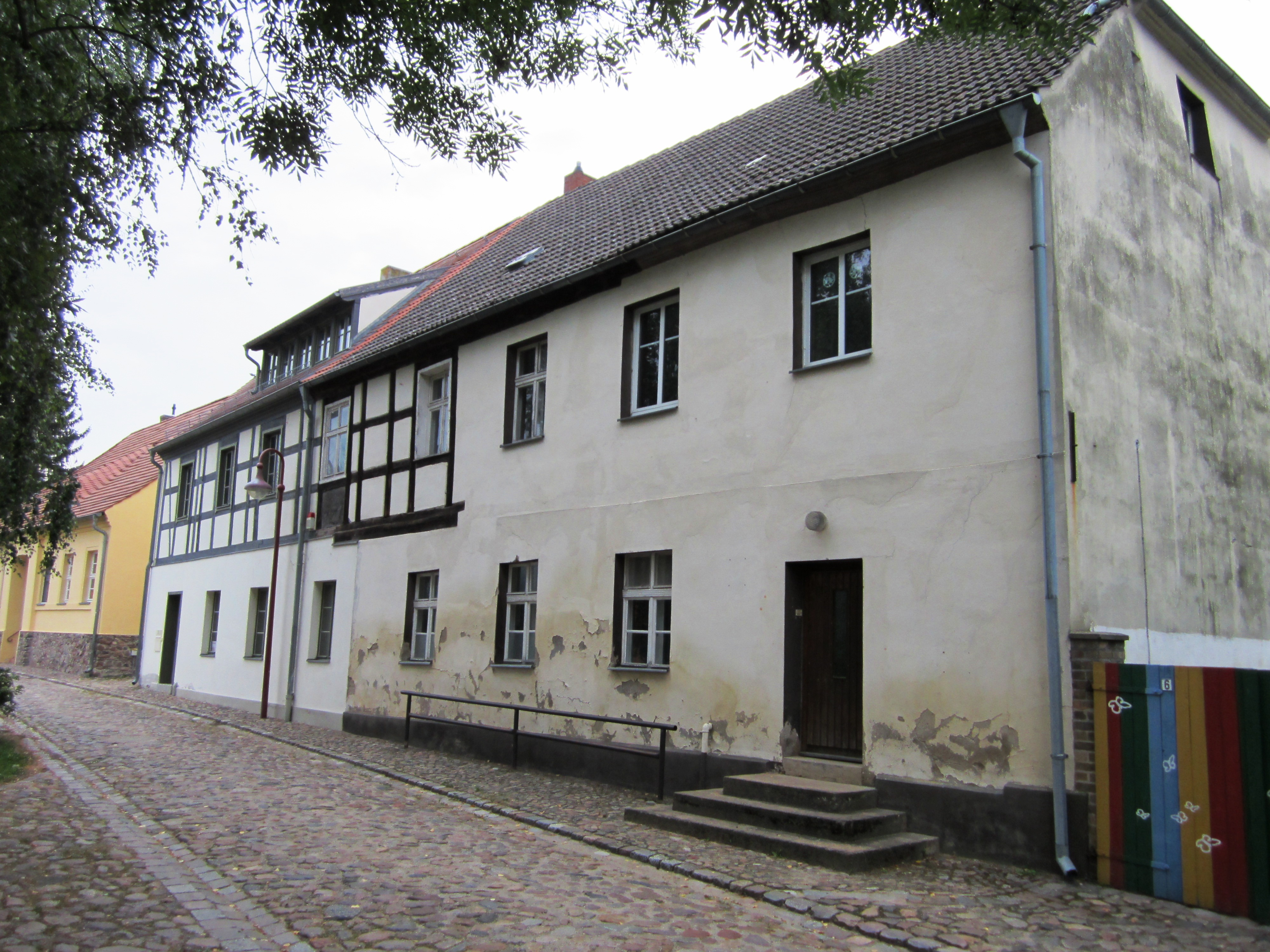
Dom Ziemi Lubuskiej
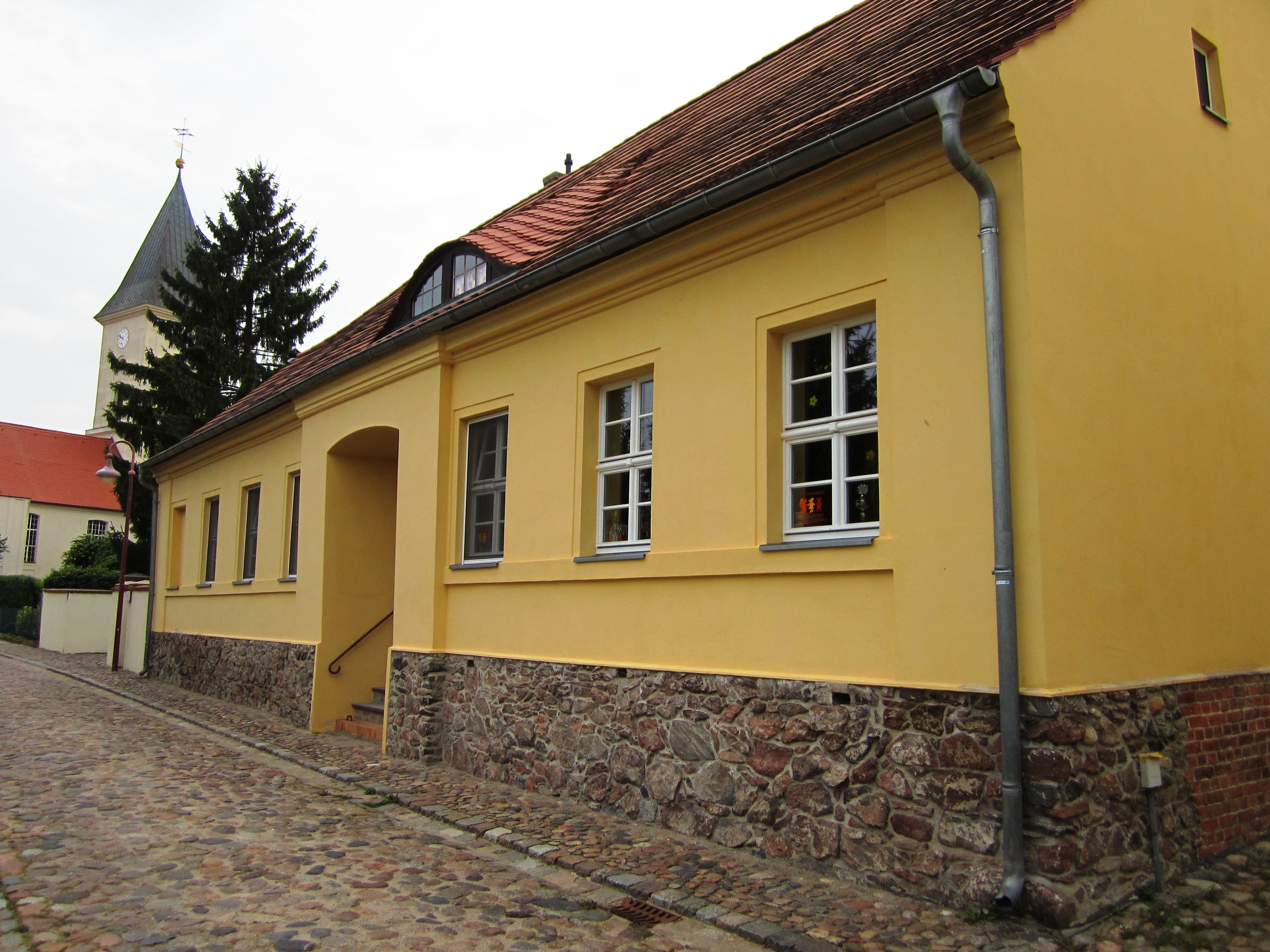
Dom parafialny
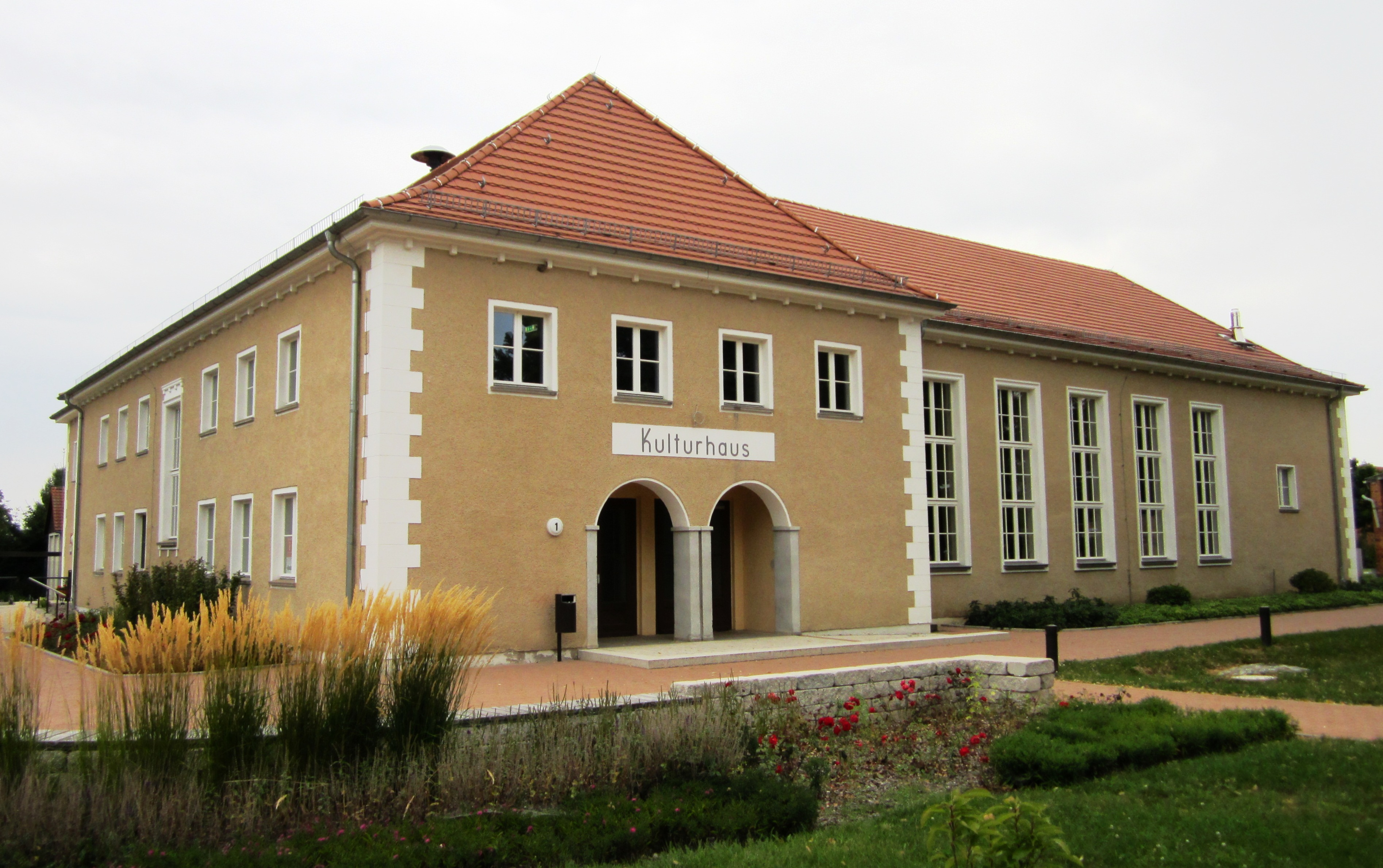
Dom Kultury
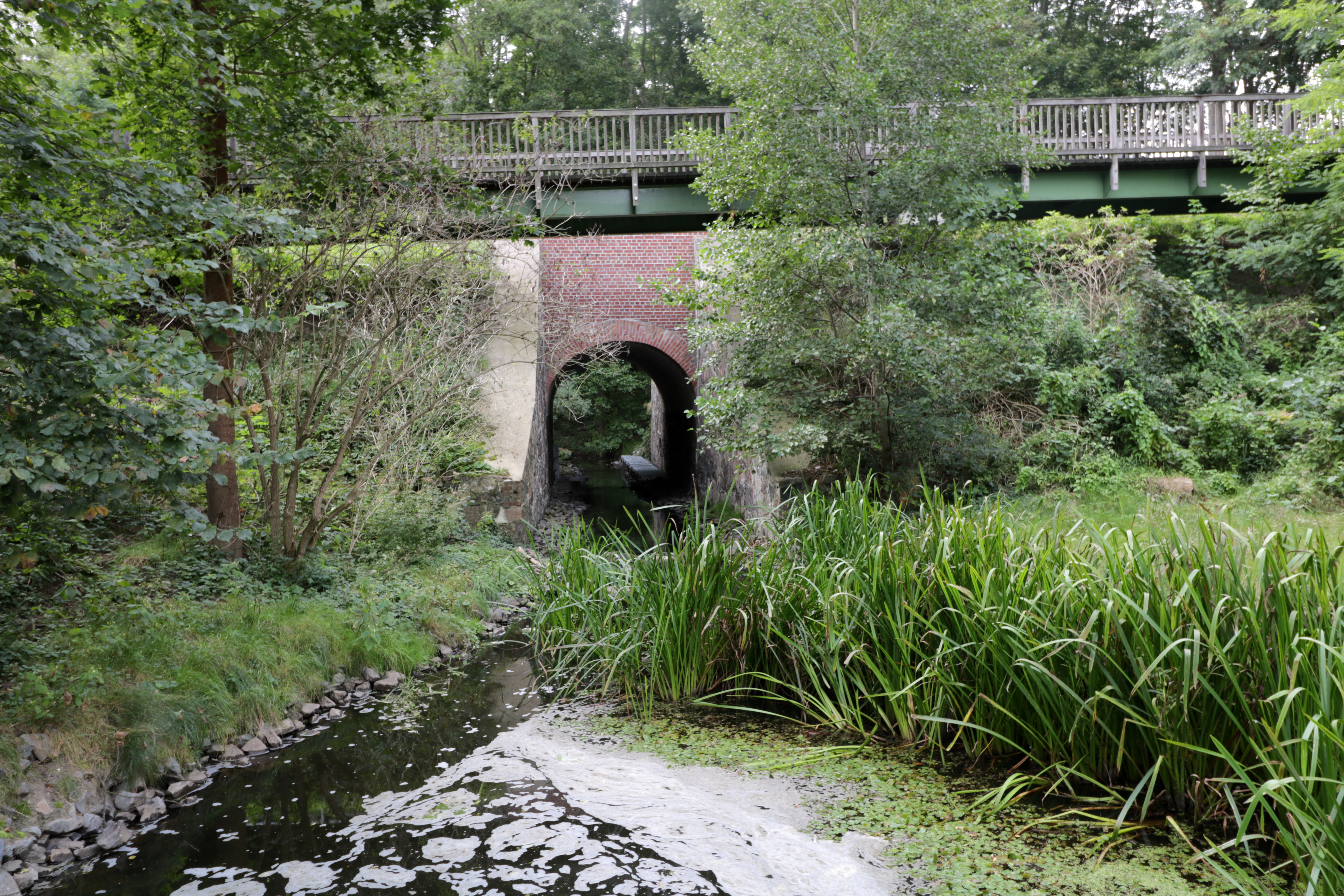
Most

Zabytki pozostałych dzielnic:
- Kaplica w Wulkow z 1695 roku
- Kościół luterański w Wulkow z XVII wieku
- Pałac w Wulkow z 1900 roku – wzniesiony w stylu neorenesansowym w miejscu dawnego dworu z 1697 r., w ruinie od 1945 r.
- Ruiny kościoła w Mallnow – wybudowany w XIII wieku w stylu romańskim, w ruinie od 1945 r.
- Ruiny kościoła w Schönfließ – wybudowany w XIX wieku w stylu neoromańskim, w ruinie od 1945 r.[17]

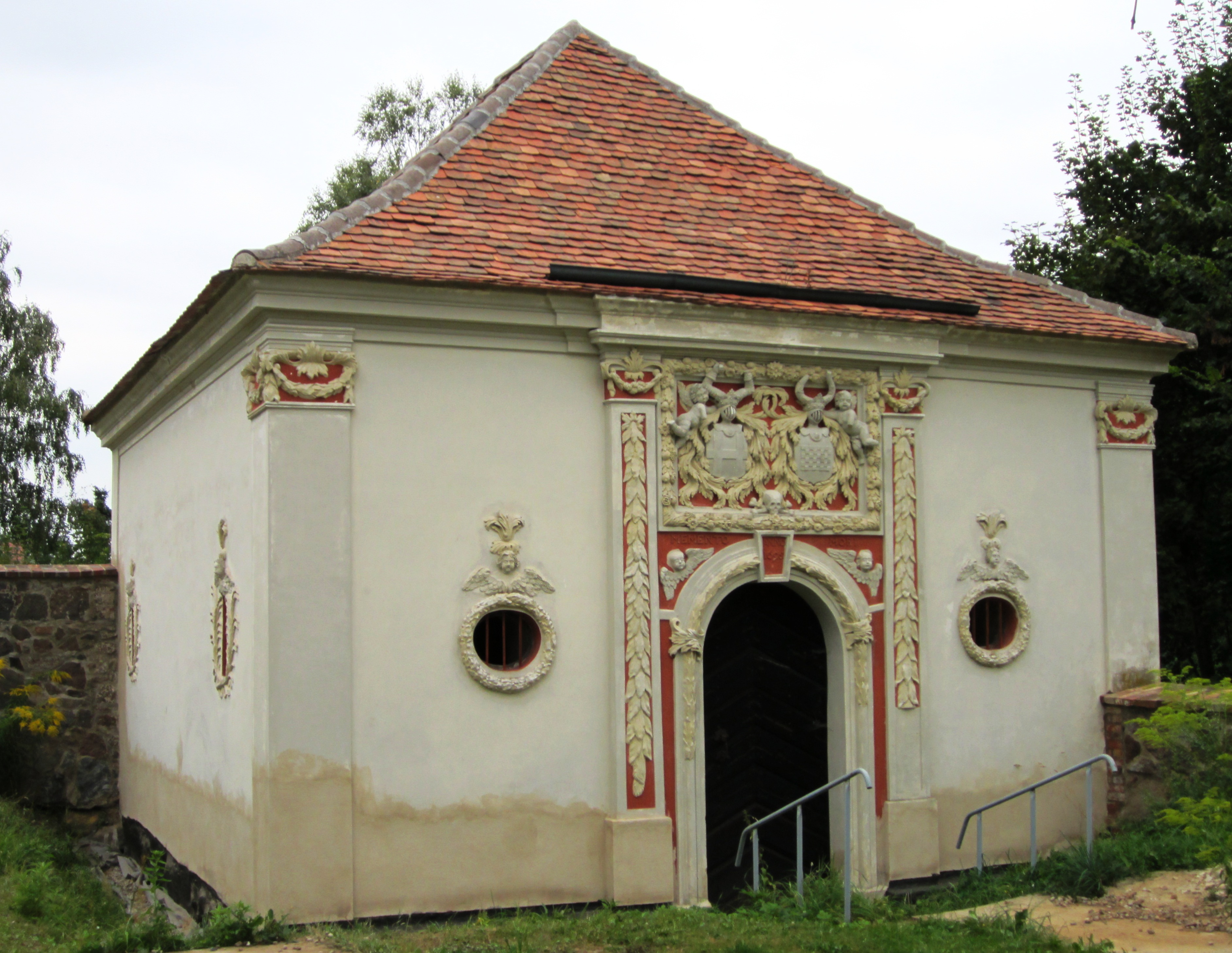
Kaplica w Wulkow
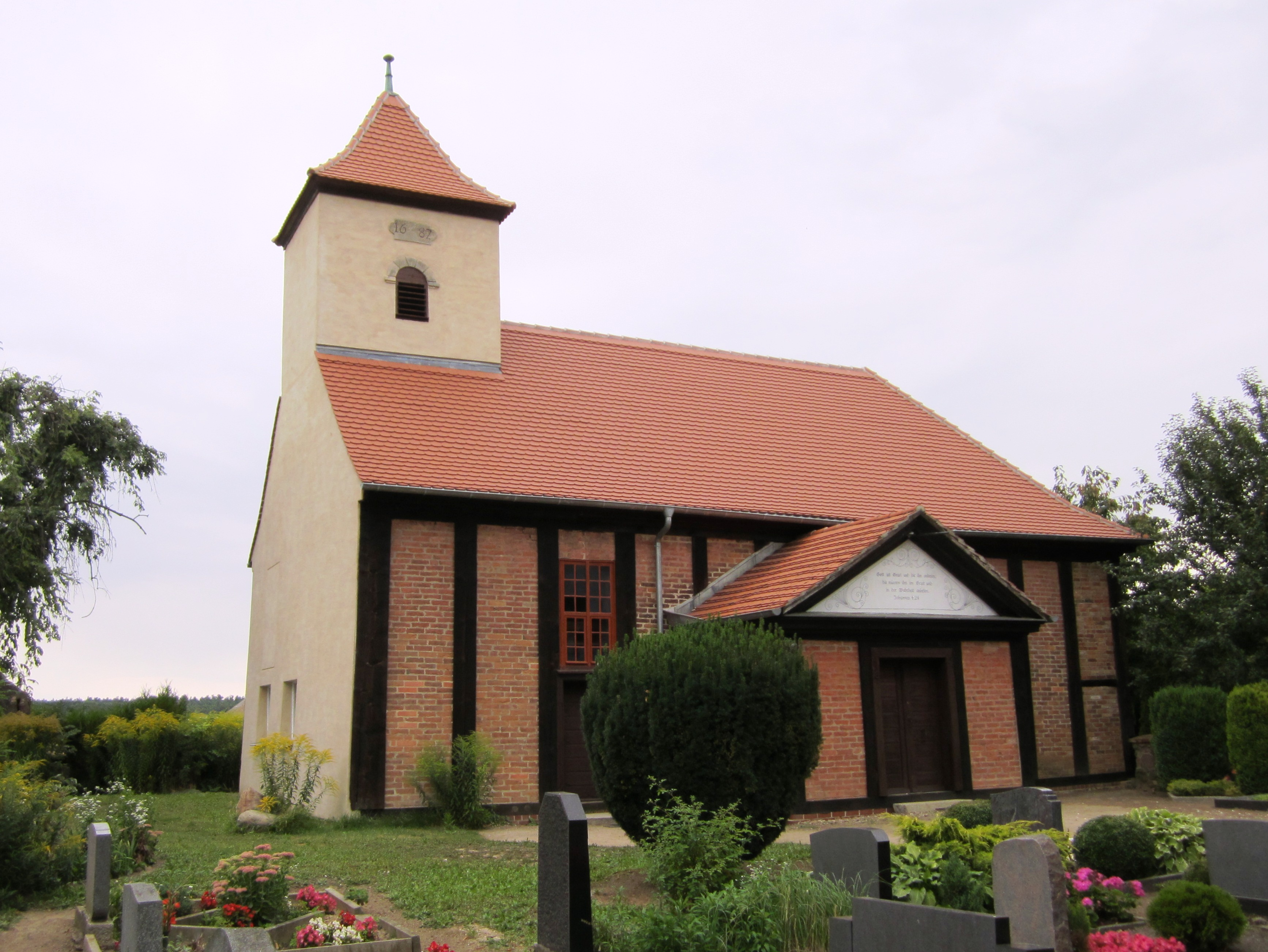
Kościół luterański w Wulkow
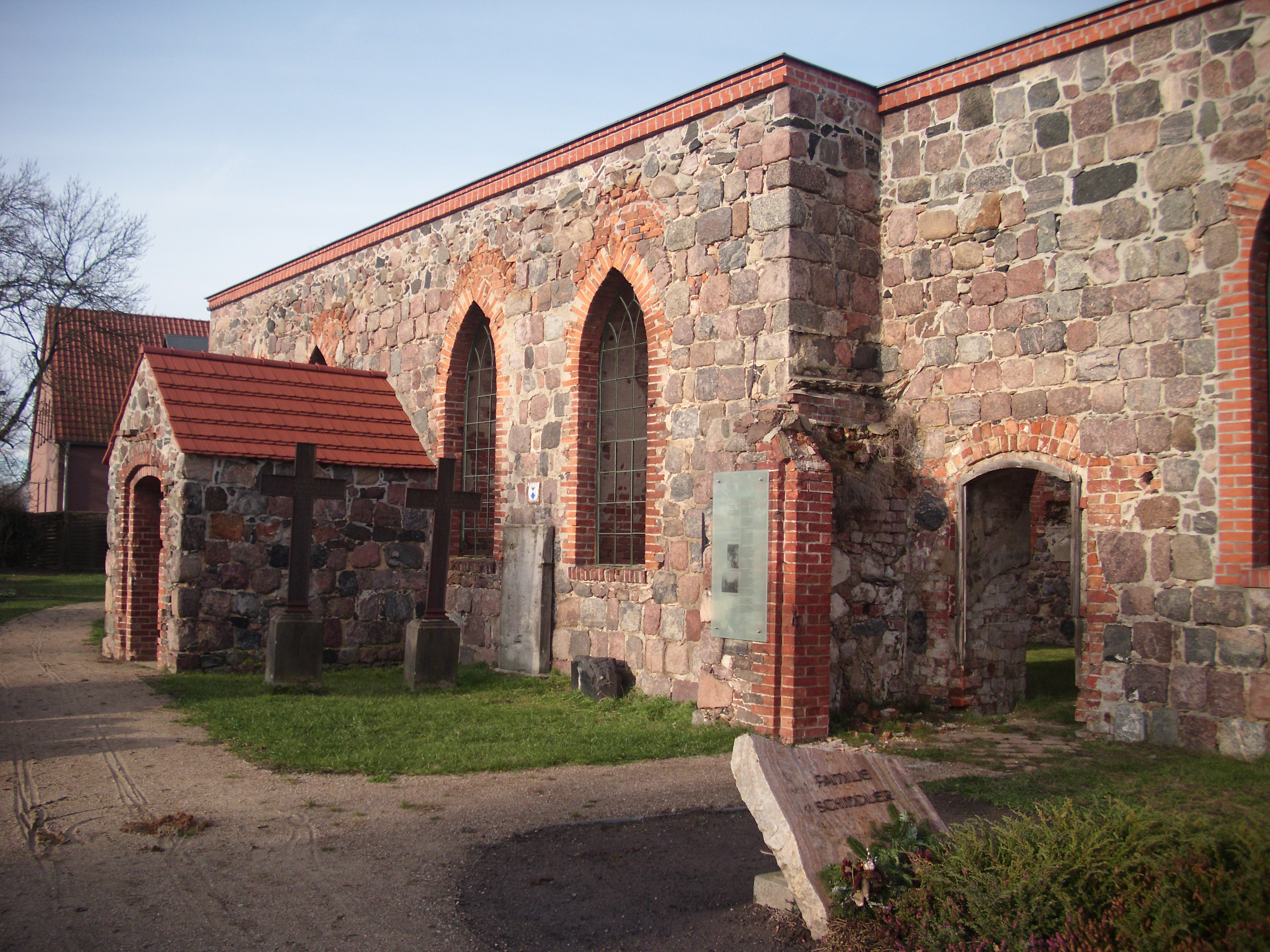
Ruiny kościoła w Mallnow
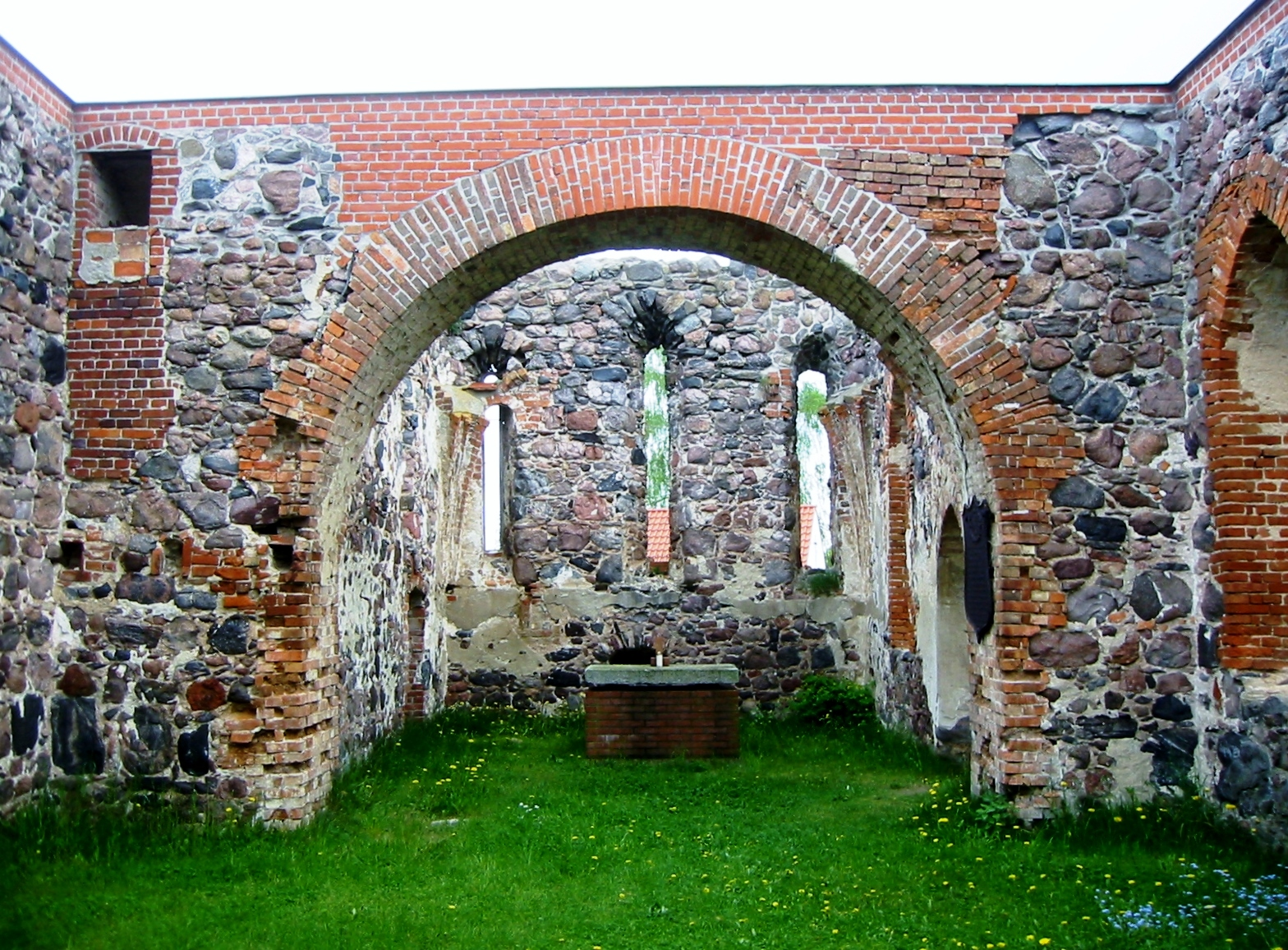
Wnętrze ruin kościoła w Mallnow
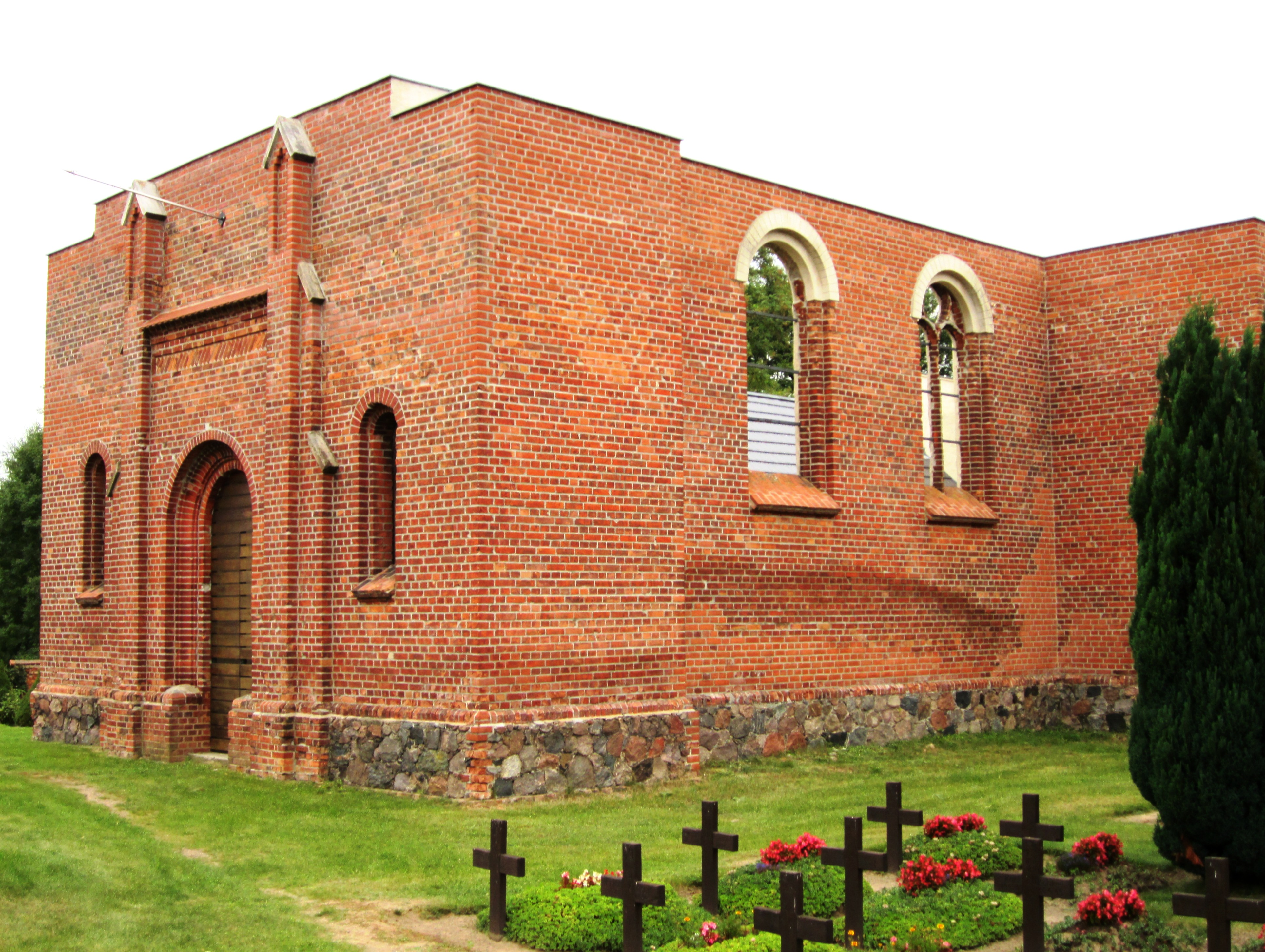
Ruiny kościoła w Schönfließ